# 母さんに角が生えた
『母さんに角が生えた』（かあさんにつのがはえた、原題：朝鮮語: 엄마가 뿔났다）は2008年韓国・KBSのテレビドラマ。66話。

## 概要
日常生活で繰り広げるトラブルに悩まされる主婦を描くテレビドラマ。KBS週末連続ドラマで放送され、主演を務めたキム・ヘジャが2008年KBS演技大賞を受賞した。

## 登場人物
ナ・チュンボク
演 - イ・スンジェ
双子の兄妹であるイルソクとイソクの父。ヨンス、ヨンイル、ヨンミの祖父。
ナ・イルソク
演 - ペク・イルソプ
チュンボクの長男。もと鉄道公務員で、定年退職した。
キム・ハンジャ
演 - キム・ヘジャ
イルソクの妻。
ナ・ヨンス
演 - シン・ウンギョン
イルソクとハンジャの長女。離婚専門弁護士。同僚弁護士のジョンウォンと半ば同棲状態。
イ・ジョンウォン
演 - リュ・ジン
ヨンスの同僚弁護士で恋人。妻と離婚して、10歳の娘は妻が育てている。
ナ・ヨンイル
演 - キム・ジョンヒョン
イルソクとハンジャの息子。洗濯店を営む。
チャン・ミヨン
演 - キム・ナウン
ヨンイルの妻。
ナ・ヨンミ
演 - イ・ユリ
イルソクとハンジャの末娘。企業の広報室勤務。
キム・ジョンヒョン
演 - キ・テヨン
ヨンミの恋人。博士課程在学中。
キム・ジンギュ
演 - キム・ヨンゴン
ジョンヒョンの父。局長級まで昇進し、退職。
コ・ウナ
演 - チャン・ミヒ
ジョンヒョンの母。一人娘として遺産を相続した。
ナ・イソク
演 - カン・ブジャ
イルソクの双子の妹。結婚後10年で離婚した。外国製の服の修繕店を営む。

## スタッフ
- 演出：チョン・ウルヨン[3]
- 脚本：キム・スヒョン[3]